# Cabra del Camp
Cabra del Camp est une commune d'Espagne dans la communauté autonome de Catalogne, province de Tarragone, de la comarque de Alt Camp.

## Lieux et monuments

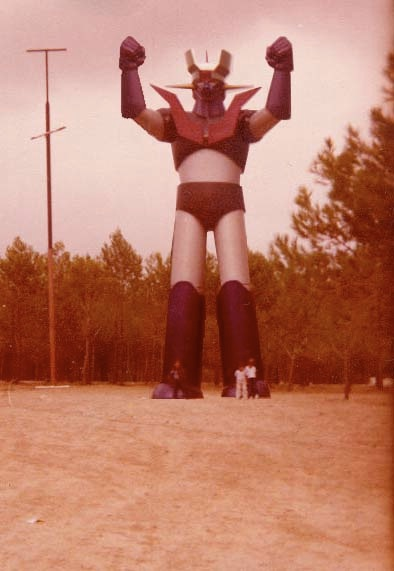
Mazinger Z à Mas del Plata (années 1980).

On trouve à Mas del Plata (ca), entité dépendant de Cabra del Camp, une statue de dix mètres de haut de Mazinger Z construite à la fin des années 1970.